# Passiflora alato-caerulea
Passiflora alato-caerulea là một loài thực vật có hoa trong họ Lạc tiên. Loài này được Lindl. mô tả khoa học đầu tiên năm 1824.